# 岐阜トヨペット
岐阜トヨペット株式会社（ぎふトヨペット、英: Gifu Toyopet Corporation）は、岐阜県羽島郡岐南町に本社を置く、トヨタ自動車の自動車ディーラーである。

## 概要
岐阜県内のトヨペット店として、トヨタ・レクサス販売店とダイハツショップを展開している。
1956年（昭和31年）4月、岐阜市金園町に「丸豊自動車」として創業。同年11月にトヨタ自動車販売（現・トヨタ自動車）の販売代理店となり、「岐阜トヨペット」に商号変更した。

## 沿革
- 1956年（昭和31年）
  - 4月 - 岐阜市金園町に丸豊自動車株式会社として設立[2]。
  - 11月 - トヨタ自動車販売（現・トヨタ自動車）の販売代理店となり、岐阜トヨペット株式会社に商号変更[2]。
- 1961年（昭和36年）- 本社事務所を岐阜市金園町に新設[2]。
- 1973年（昭和48年）- 羽島郡岐南町に本部社屋を新設[2]。
- 2001年（平成13年）- 店舗名称を「営業所」から「店」に変更[2]。
- 2016年（平成28年）- 本社登録地を岐阜市金園町から羽島郡岐南町へ変更[2]。
- 2023年（令和5年）- トヨタ販売店に岐阜県下初となるダイハツショップを開設[3]。

## 事業内容

### 自動車販売事業
- 取り扱い車種

- 現在の店舗

#### 備考
2015年（平成27年）12月にリニューアルした島店には、同社が運営するカフェコーナーを設置した。2021年（令和3年）4月に移転オープンした可児店は、建物2階に車両展示場を設けた。さらに、2023年（令和5年）9月に移転オープンした「美濃加茂店」には芝生・遊具（滑り台）スペースを設けるなどしており、同社は「クルマ屋に見えないクルマ屋を目指す」としている。
2023年（令和5年）6月、大垣店と大垣北店を移転・統合。同時に岐阜県下のトヨタ系ディーラーでは初となる「ダイハツショップ」を併設。新たに開設した大垣店内に『ダイハツ大垣和合インター店』をオープンした。
岐阜トヨペットでは、中古車販売店を他のトヨタ販売店と同じく「U-Car」としていたが、2020年（令和2年）12月20日にU-Car岐南店とU-Car大垣店を閉店。2店舗を統合・移転した新店舗として、翌年1月6日に『リフェスタ岐阜』を開業した。そのため同社は、岐阜県下のトヨタ系ディーラーの中古車販売店で唯一「U-Car」の名を冠した店舗を運営していない。

### その他事業
- 食育事業 - ファームを運営。野菜栽培を実施している[10]。
- 情報通信機器の販売